# Otto Woegerer
Otto Woegerer, auch Wögerer  (* 4. Februar 1906 in Wien; † 29. Juli 1966 in Wien) war ein österreichischer Schauspieler.

## Leben
Woegerer studierte nach dem Besuch der Volksschule und Mittelschule bei Professor Armin Seydelmann an der Akademie für Musik und darstellende Kunst. 1928 absolvierte er ein Elevenjahr am Deutschen Volkstheater und debütierte 1929 am Stadttheater Klagenfurt in Don Karlos.
1930 wechselte er an das Stadttheater St. Gallen, 1931 an das Landestheater Meiningen, 1932 an das Berliner Theater in der Stresemannstraße, 1933 an das Odeon Théâtre in Paris. Von 1934 bis 1936 gehörte er dem Agnes-Straub-Ensemble an und gastierte mit diesem in allen größeren Städten Deutschlands. Von 1936 bis 1944 spielte er unter Heinz Hilpert am Deutschen Theater Berlin. Von 1944 bis 1945 war er Soldat und in Gefangenschaft, 
Woegerer war von 1945 bis 1948 in Wien am Theater in der Josefstadt engagiert. Danach übernahm er am Volkstheater als Stütze des Ensembles klassische Heldenrollen wie Othello und Macbeth. Zusätzlich wirkte er in Filmen und an Hörfunksendungen mit. Woegerer, der auf dem Friedhof Schwanenstadt in Oberösterreich bestattet ist, war mit der Opernsängerin Gerda Carlsen (eigentlich Schulz) verheiratet.

## Auszeichnungen
- Österreichisches Ehrenkreuz für Wissenschaft und Kunst I. Klasse (1964)

## Filmografie
- 1928: Heiratsfieber
- 1936: Die Nacht mit dem Kaiser
- 1947: Die Welt dreht sich verkehrt
- 1948: Im Namen der Menschlichkeit
- 1948: Die Frau am Weg
- 1951: Ruf aus dem Äther
- 1951: Die Minderjährigen (Asphalt)
- 1952: Verlorene Melodie
- 1953: Pünktchen und Anton
- 1954: Wiener Herzen (Der Komödiant von Wien)
- 1955: Der letzte Akt
- 1955: Dunja
- 1956: Kronprinz Rudolfs letzte Liebe
- 1960: Herr Puntila und sein Knecht Matti
- 1961: Liselott
- 1962: Frau Suitner
- 1962: Stützen der Gesellschaft
- 1963: Hotel du Commerce